# Вінтерс (Каліфорнія)
Вінтерс (англ. Winters) — місто (англ. city) в США, в окрузі Йоло штату Каліфорнія. Населення — 7115 осіб (2020).

## Географія
Вінтерс розташований за координатами 38°32′0″ пн. ш. 121°58′32″ зх. д. / 38.53333° пн. ш. 121.97556° зх. д. (38.533271, -121.975473).  За даними Бюро перепису населення США в 2010 році місто мало площу 7,61 км², з яких 7,54 км² — суходіл та 0,06 км² — водойми.

### Клімат
| Клімат : Вінтерс        | Клімат : Вінтерс | Клімат : Вінтерс | Клімат : Вінтерс | Клімат : Вінтерс | Клімат : Вінтерс | Клімат : Вінтерс | Клімат : Вінтерс | Клімат : Вінтерс | Клімат : Вінтерс | Клімат : Вінтерс | Клімат : Вінтерс | Клімат : Вінтерс | Клімат : Вінтерс |
| Показник                | Січ.             | Лют.             | Бер.             | Квіт.            | Трав.            | Черв.            | Лип.             | Серп.            | Вер.             | Жовт.            | Лист.            | Груд.            | Рік              |
| Абсолютний максимум, °C | 26,1             | 27,2             | 33,3             | 37,2             | 42,2             | 46,1             | 46,1             | 45,0             | 44,4             | 41,1             | 32,2             | 26,1             | 46,1             |
| Середній максимум, °C   | 13,0             | 16,4             | 19,4             | 23,6             | 28,2             | 32,5             | 35,9             | 35,1             | 32,7             | 27,0             | 19,0             | 13,4             | 24,7             |
| Середній мінімум, °C    | 2,8              | 4,8              | 6,6              | 8,6              | 11,7             | 14,4             | 15,4             | 14,7             | 13,7             | 10,2             | 5,9              | 3,0              | 9,3              |
| Абсолютний мінімум, °C  | −7,8             | −5,6             | −2,2             | −1,7             | −1,1             | 6,7              | 7,8              | 6,7              | 5,6              | 0,0              | −3,9             | −9,4             | −9,4             |
| Норма опадів, мм        | 130              | 102              | 74               | 31               | 13               | 4                | 1                | 1                | 6                | 26               | 66               | 106              | 557              |
| Днів з опадами          | 12               | 10               | 9                | 5                | 3                | 1                | 0                | 0                | 1                | 3                | 8                | 11               | 63,0             |
| ----------------------- | ---------------- | ---------------- | ---------------- | ---------------- | ---------------- | ---------------- | ---------------- | ---------------- | ---------------- | ---------------- | ---------------- | ---------------- | ---------------- |
| Джерело: WRCC           |                  |                  |                  |                  |                  |                  |                  |                  |                  |                  |                  |                  |                  |

## Демографія
Згідно з переписом 2010 року, у місті мешкали 6624 особи в 2186 домогосподарствах у складі 1711 родини. Густота населення становила 871 особа/км².  Було 2299 помешкань (302/км²).
Расовий склад населення:
| - 70,0 % — білих - 1,0 % — азіатів - 0,8 % — корінних американців - 0,6 % — чорних або афроамериканців - 0,1 % — вихідців з тихоокеанських островів - 22,5 % — осіб інших рас |

До двох чи більше рас належало 5,0 %. Частка іспаномовних становила 52,4 % від усіх жителів.
За віковим діапазоном населення розподілялося таким чином: 25,8 % — особи молодші 18 років, 65,1 % — особи у віці 18—64 років, 9,1 % — особи у віці 65 років та старші. Медіана віку мешканця становила 35,9 року. На 100 осіб жіночої статі у місті припадало 102,4 чоловіків;  на 100 жінок у віці від 18 років та старших — 100,9 чоловіків також старших 18 років.
Середній дохід на одне домашнє господарство  становив 79 136 доларів США (медіана — 66 959), а середній дохід на одну сім'ю — 84 453 долари (медіана — 66 474). Медіана доходів становила 54 007 доларів для чоловіків та 35 585 доларів для жінок. За межею бідності перебувало 5,3 % осіб, у тому числі 6,7 % дітей у віці до 18 років та 2,6 % осіб у віці 65 років та старших.
Цивільне працевлаштоване населення становило 3268 осіб. Основні галузі зайнятості: освіта, охорона здоров'я та соціальна допомога — 23,9 %, науковці, спеціалісти, менеджери — 11,6 %, виробництво — 11,6 %.